# Charles Gauthier
Pour les articles homonymes, voir Gauthier.
Ne pas confondre avec Charles-Arthur Gauthier ni avec Charles Gautier.
Charles Gauthier né le 7 décembre 1831 à Chauvirey-le-Châtel et mort le 5 janvier 1891 à Paris est un sculpteur français.

## Biographie
Charles Gauthier est élève de François Jouffroy à l'École des beaux-arts de Paris. Il obtient le deuxième prix de Rome en 1861 pour Chryséis rendue à son père par Ulysse.
Il décore d’une ronde d’enfants en bronze la base du socle de la vasque de la fontaine de la place du Théâtre Français à Paris.
Décoré de la Légion d'honneur en 1872, il est nommé professeur de sculpture à l'École des Arts décoratifs en 1882.
Il meurt le 5 janvier 1891 à son domicile au 75, boulevard du Montparnasse dans le 6e arrondissement de Paris et est inhumé au cimetière du Montparnasse (10e division).

## Distinctions
- Chevalier de la Légion d'honneur (1872)

## Œuvres
- Argenteuil, basilique Saint-Denys : Vierge de l'humilité.
- Besançon, place Jouffroy-d'Abbans : Monument au marquis Jouffroy d'Abbans, 1884, statue en bronze, envoyé à la fonte sous le régime de Vichy[3].
- Compiègne, parc du château de Compiègne : Andromède, 1875, statue en marbre[4].
- Fontainebleau, château de Fontainebleau : Le jeune Braconnier, 1872, statue en marbre[5].
- Lille, palais des Beaux-Arts : Cléopâtre, 1880, statue en  plâtre patiné ocre.
- Nancy, rue du Sergent-Blandan : Monument au sergent Blandan, 1887, statue en bronze[6].
- Paris :
  - église de la Sainte-Trinité : Saint Mathieu.
  - musée d'Orsay : Modération, vers 1873, statuette en plâtre, esquisse pour la statue en plâtre placée dans le foyer de l'opéra de Paris[7].
  - Opéra de Paris, foyer : Modération, 1873, statue en plâtre.
  - rue des Halles, no 19 : cariatides.
  - rue Bernard-Palissy, no 4 : cariatides.
- Rennes, musée des Beaux-Arts : Jeune fille, Le Matin, vers 1886, plâtre, œuvre détruite[8].
- Saint-Quentin, basilique Saint-Quentin : Charlemagne, bronze.

## Élèves
- Louis Breitel (1866-1901), sculpteur.
- Georges Jules Briois (1839-1903), militaire et sculpteur.
- Albert Miserey (1862-1938), sculpteur dans l'Eure.
- Charles Virion (1865-1946), sculpteur, médailleur, peintre, céramiste.

Œuvres de Charles Gauthier
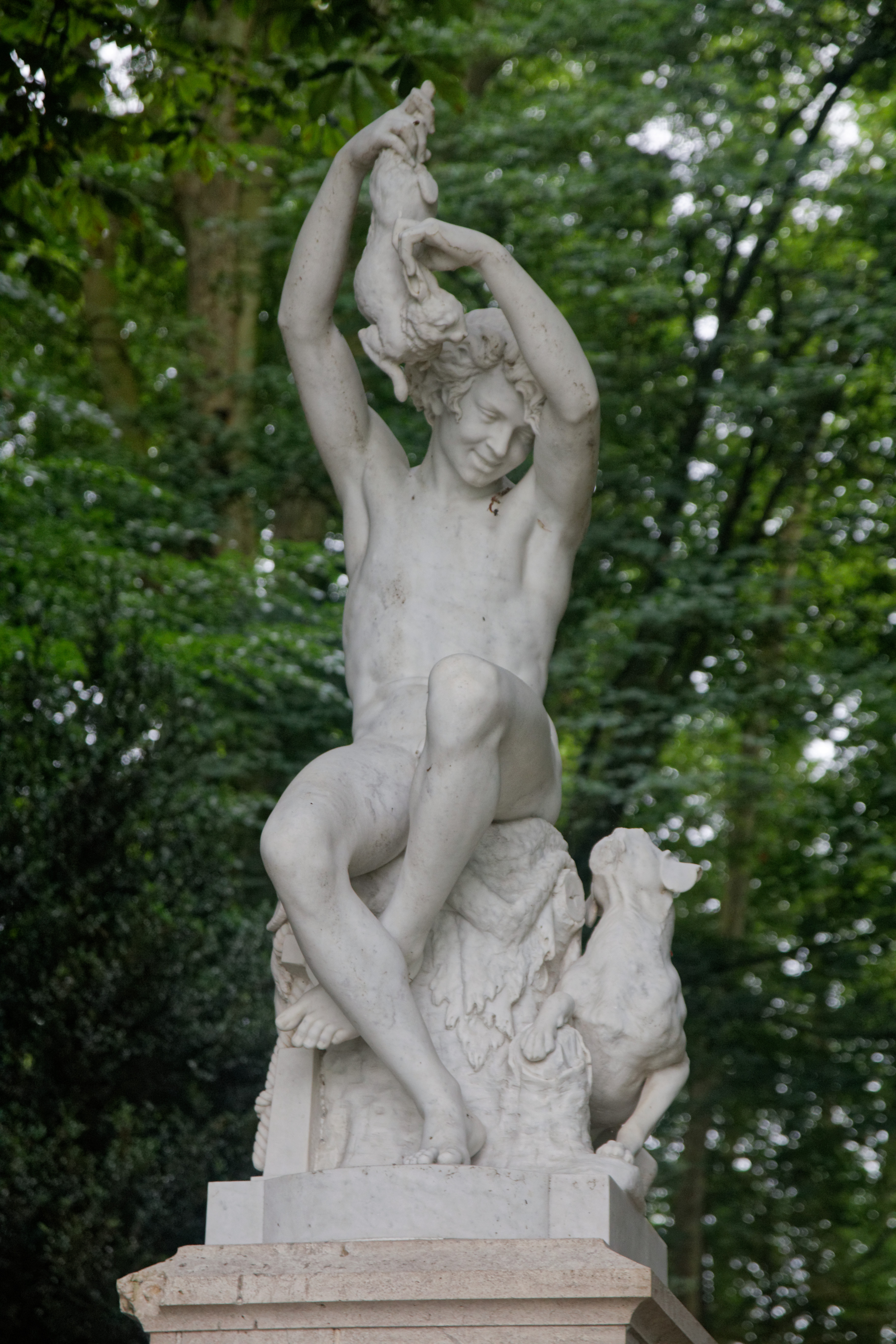
Le jeune Braconnier (1872), château de Fontainebleau.
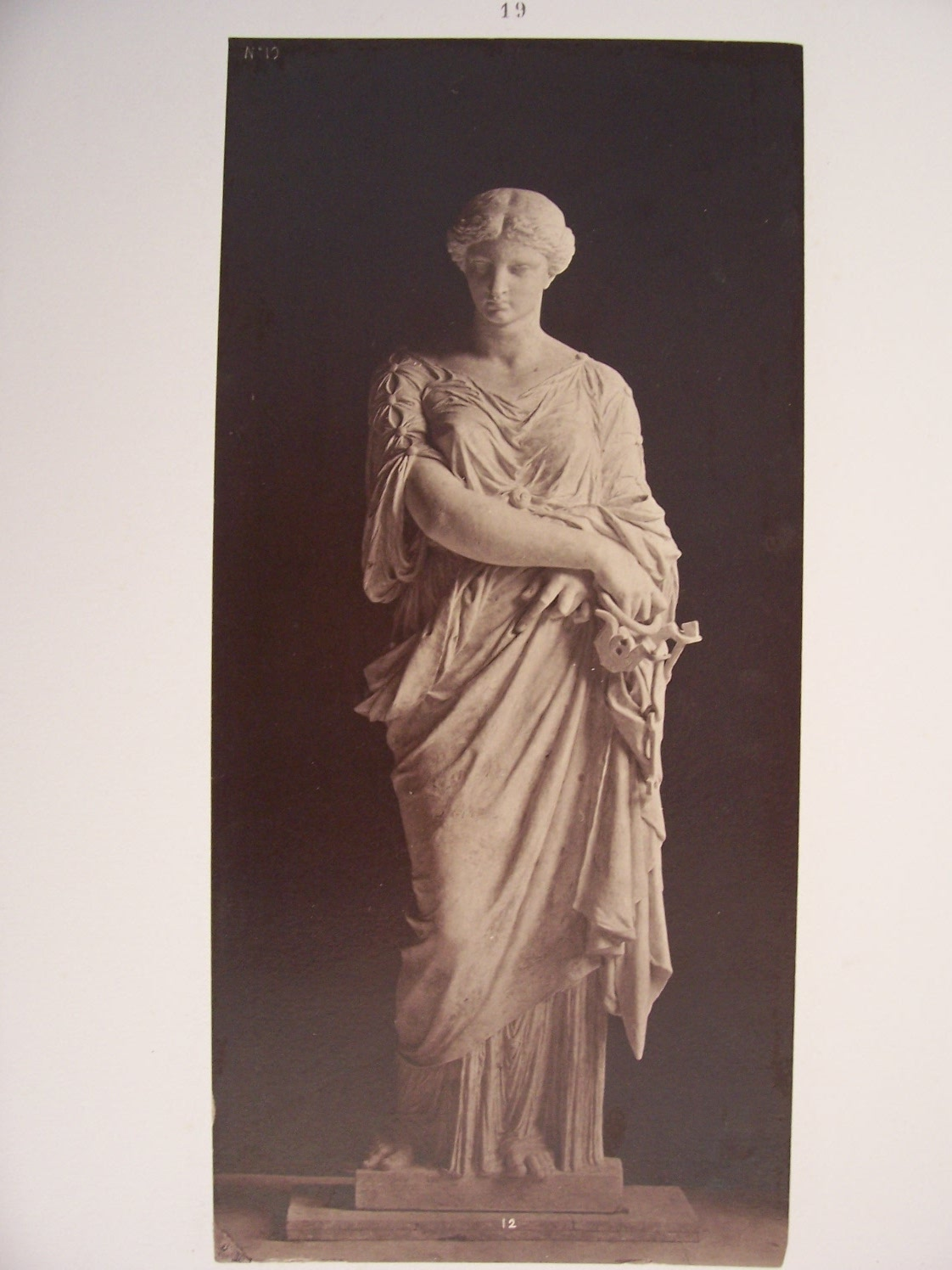
Modération (1873), Opéra de Paris, foyer.
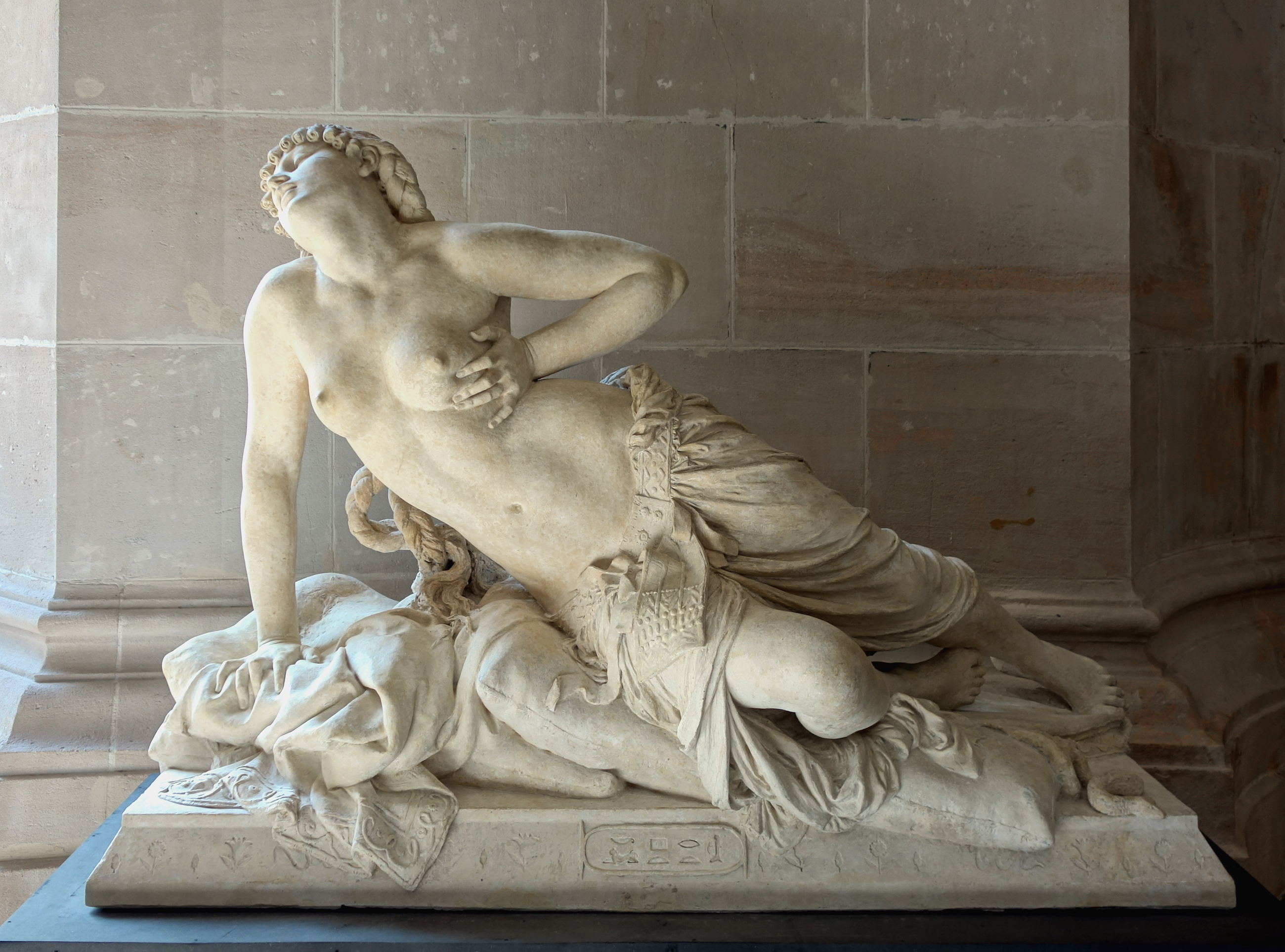
Cléopâtre (1880), palais des Beaux-Arts de Lille.
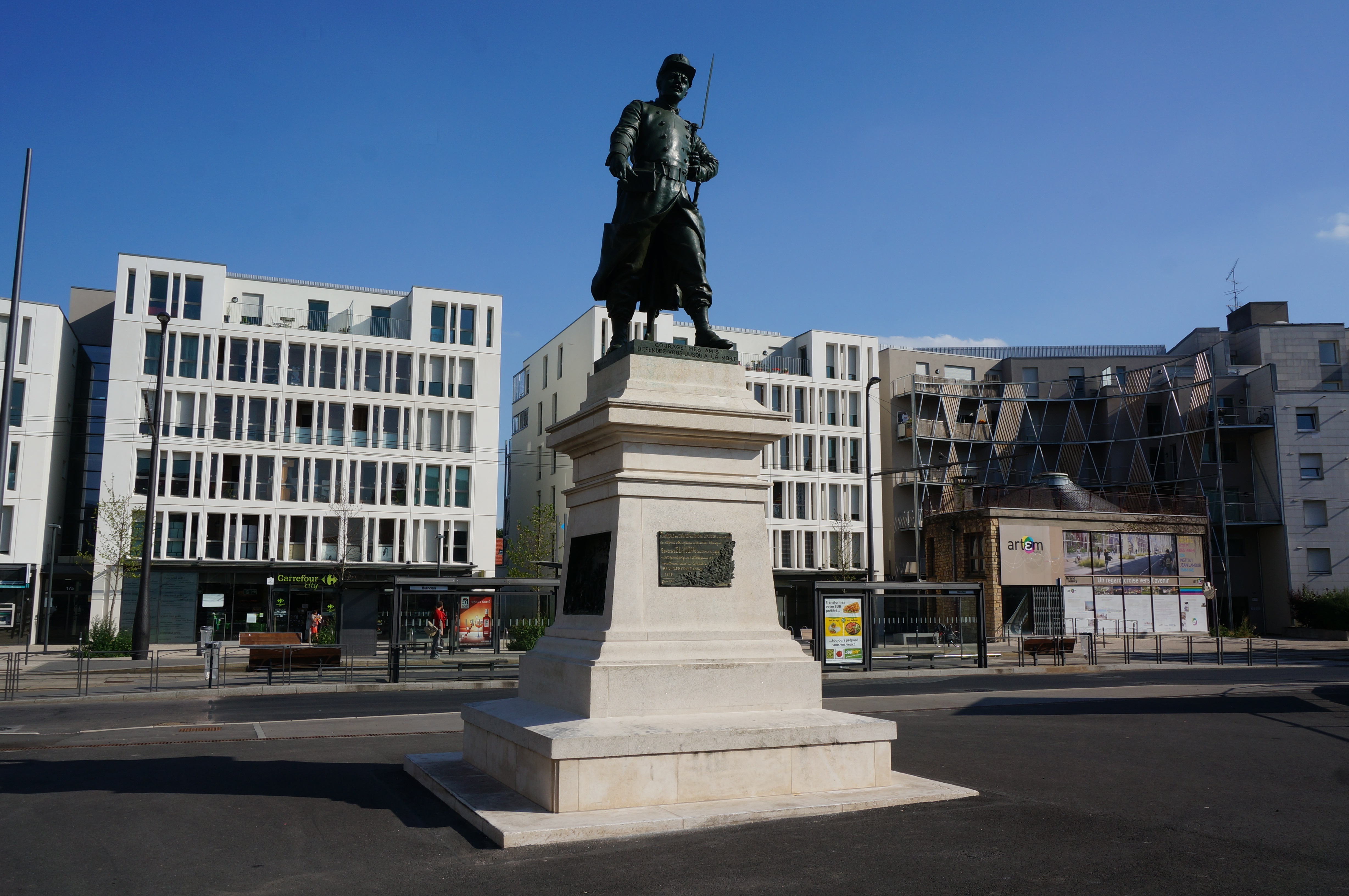
Monument au sergent Blandan (1887), Nancy, rue du Sergent-Blandan.